# Ulagh
Ulagh (perski: اولق) – wieś w Iranie, w ostanie Azerbejdżan Zachodni. W 2006 roku miejscowość liczyła 654 mieszkańców w 189 rodzinach.